# Det ska vara feda breda pågar
Det ska vara feda breda pågar, är en kuplett från 1938 skriven av Karl Gerhard. Skivinspelningen utkom 1940 som B-sida till singeln Hurra hurra vad det är roligt i Moskva .
Texten handlar om att "tjocka" skådespelare var roligare än de övriga, en del av texten lyder: "Herr Ivar Harrie går ej i gåsamarschens långa le', för det ska vara feda breda pågar som ska göra de'"
Magnus Uggla sjöng 2010 in en cover på Karl Gerhard passerar i revy .

### Fotnoter
1. ↑  ”Svensk mediedatabas”. http://smdb.kb.se/catalog/id/000094051. Läst 22 mars 2011.
2. ↑  ”Svensk mediedatabas”. http://smdb.kb.se/catalog/id/002678999. Läst 22 mars 2011.